# Campionat de l'Stanley Pool
El Campionat de l'Stanley Pool fou una competició futbolística per a clubs de les ciutats de Brazzaville i Léopoldville (avui anomenada Kinshasa), organitzada per la Federació de Futbol de Pool, quan la República del Congo i la República Democràtica del Congo eren colònies francesa i belga respectivament. Es tractà, per tant, d'una competició internacional de les dues ciutats situades al voltant del llac Pool Malebo (antigament anomenat Stanley Pool), al riu Congo. Es disputà entre 1923 i 1950. De forma paral·lela es disputà la Copa de l'Stanley Pool.

## Historial
- 1923 CO Léopoldville
- 1924 CO Léopoldville
- 1925 CO les Nomades Léopoldville
- 1926 CO Léopoldville
- 1927 AS Léopoldville
- 1928 AS Léopoldville
- 1929 ES Congolaise (Léopoldville)
- 1930 CO les Nomades (Léopoldville)
- 1931 CA Brazzaville
- 1932 AS Léopoldville
- 1933 AS Portuguesa (Léopoldville)
- 1934 AS Portuguesa (Léopoldville)
- 1935 AS Portuguesa (Léopoldville)
- 1936 CS Belge (Léopoldville)
- 1937 CA Brazzaville
- 1938 CS Belge (Léopoldville)
- 1939 AS Portuguesa (Léopoldville)
- 1940 AS Portuguesa (Léopoldville)
- 1941 CA Brazzaville
- 1942 Nomades FC (Léopoldville)
- 1943 Nomades FC Léopoldville
- 1944 AS Portuguesa Léopoldville
- 1945 CA Brazzaville
- 1946 Nomades FC Léopoldville
- 1947 CS Belge Léopoldville
- 1948 CS Belge Léopoldville
- 1949 CA Brazzaville
- 1950 CS Belge Léopoldville